# Frédéric Fontenoy
Frédéric Fontenoy (Parijs, 1963) is een Franse fotograaf. Hij studeerde fotografie in Zwitserland en werkte van bij het begin rond het lichaam, aanvankelijk abstract, later meer en meer narratief.

## Metamorphosis
In zijn eerste project "Metamorphosis" (1988-1990) maakte Fontenoy gebruik van een panoramische camera met ‘slit-scan’ techniek om dromerige taferelen te realiseren, waarin bevreemdend vervormde lichamen de oerstaat van de mens suggereren, "een voor-menselijke vorm in een volledig natuurlijke omgeving, zonder enig spoor van een mens-heid". Deze reeks over het (vervormde) menselijke lichaam in de ruimte is mede geïnspireerd door de vervormingen in de fotografie van Andre Kertesz en "De anatomie van het beeld" van Hans Bellmer.

## Inside
Het project "Inside" (2006-...) begon als een zoektocht naar Fontenoy's identiteit. Spilfiguren zijn een verbannen joodse grootvader aan moederskant en een collaborerende grootvader aan vaderskant, verdwenen tijdens de val van Berlijn in het voorjaar van 1945. Geïntrigeerd door dit familietaboe begon Frédéric Fontenoy op 40-jarige leeftijd onderzoek te doen naar deze en andere familiegeheimen. Op Fontenoy's esthetische en zeer herkenbare zwart-wit foto's verschijnt zijn eigen perverse dubbelganger in een donkere kamer met modellen. Hij speelt met fetisjclichés, erotiek en de wereld van BDSM, van touwen, hoge hakken, rijzwepen en stokken tot octopus en hakenkruis in taferelen die vele kunstverwijzingen bevatten, onder meer naar de lezingen van Georges Bataille en de beeldtaal van Hans Bellmer.

## Tentoonstellingen
Fontenoy heeft deelgenomen aan groepstentoonstellingen en kunstbeurzen in Parijs, Arles, Barcelona, Madrid, Milaan, Rome, Turijn, Boedapest, Brussel, Berlijn, Knokke, Oostende, Ljubjana, Londen, Shanghai, Peking...

## Publicaties
- Photography 2006-2011, met teksten van Jacques Henric et Lionel Dax, Editions Alkama, 2011, 80 p.
- Inside, met teksten van Véronique Bergen, Laurent de Sutter en Ludovic de Vita, Editions Alkama, 2016, 80 p.